# Trio – Live Tournee 2001
Trio – Live Tournee 2001 - płyta zespołu SBB wydana w 2002 roku przez CD-Silesia.
Składają się na nią utwory zarejestrowane podczas 46. Zaduszek Jazzowych 3 listopada 2001 w krakowskiej Rotundzie.

## Lista utworów
1. Przebudzenie - (Anthimos, Skrzek, Wertico) [10:29]
2. Hung-Under - (Skrzek, Drasch) [07:54]
3. Dragon’s Eyes - (Anthimos, Skrzek, Wertico) [12:34]
4. Odlot - (Skrzek, Grań) [13:25]
5. Trio - (Anthimos, Skrzek, Wertico) [11:33]

## Twórcy
- Józef Skrzek – wokal, gitara basowa, instrumenty klawiszowe
- Apostolis Anthimos – gitara
- Paul Wertico – perkusja